# Лян Вэньгэнь
Лян Вэньгэнь (кит. упр. 梁稳根, пиньинь Liáng Wěngēn; род. 2 января 1956) — китайский предприниматель, основатель и председатель совета директоров машиностроительной компании Sany, миллиардер.

## Биография
Родился в бедной крестьянской семье в 1956 году.
Получил степень бакалавра в Центральном южном университете.
До середины 1980-х годов работал на оборонном заводе, на котором со временем возглавил отделы планирования и экономической реструктуризации. В 1986 году покинул завод с тремя сотрудниками, чтобы основать свой бизнес — овечью ферму. Через год они основали новое предприятие, производящее строительные материалы и металлургические изделия. Через 7 лет компания сменила профиль на выпуск строительной техники и приобрела сегодняшнее название — Sany. Трое его партнёров сейчас входят в состав совета директоров Sany и также обладают более чем миллиардными состояниями.
В июле 2003 года акции компании Sany были размещены на Шанхайской фондовой бирже. Сегодня Sany входит в «Financial Times Global 500», имеет в распоряжении пять собственных промышленных парков, четыре R&D центра в США, Германии, Бразилии и Индии, 90 000 работников. В 2010 году доходы компании увеличились за год почти в два раза, превысив $7,9 млрд.
В рейтинге журнала Forbes Лян Вэньгэнь в 2011 году занял 1 место среди китайских миллиардеров с состоянием $9,3 млрд, в 2015 году занимает 22 место с состоянием $5,8 млрд.
В 2004 году вступил в Коммунистическую партию Китая. Принял активное участие в XVIII съезде КПК в ноябре 2012 года. Перед съездом активно циркулировали слухи, что на съезде Лян Вэньгэнь будет избран кандидатом в члены ЦК, однако этого не случилось, коммунист-миллиардер заявил, что занимать какой-либо официальный пост не намерен. «Моё состояние и даже жизнь принадлежат партии. Таких стандартов должен придерживаться коммунист», — заявил миллиардер журналистам в ходе съезда.
Женат, имеет одного ребёнка.